# Айкеево
Айкеево — деревня в составе  Аксёльского сельского поселения Темниковского района Республики Мордовия.

## География
Находится на расстоянии примерно 13 километров на восток-юго-восток от районного центра города Темников.

## История
Упоминается с 1894 года, когда она была учтена как деревня Краснослободского уезда из 11 дворов.

## Население
Постоянное население составляло 7 человек (татары 71%, мордва 29%) в 2002 году, 6 в 2010 году .